# Wouter Snijders
Wouter Snijders (Hilversum, 26 mei 1928 – Den Haag, 21 juli 2020) was raadsheer in de Hoge Raad der Nederlanden.

## Loopbaan
Snijders haalde zijn rechtenbul aan de Gemeente Universiteit Amsterdam in 1953. Na een loopbaan als advocaat te Rotterdam (1954-1958) volgde hij de RAIO-opleiding en was hij rechter in de arrondissementsrechtbank in Rotterdam (1961-1965). Vervolgens werkte hij op het ministerie van Justitie aan de totstandkoming van het Nieuw Burgerlijk Wetboek (1965-1970). Vanaf 1971 was hij commissaris voor boek 6 van het Nieuw Burgerlijk Wetboek waarin het algemeen verbintenissenrecht wordt geregeld. In datzelfde jaar werd hij benoemd tot raadsheer in de Hoge Raad der Nederlanden, waar hij op 28 februari 1986 vicepresident werd. In 1989 en 1996 kreeg hij de functie van president aangeboden, maar hij bedankte. Op 1 juni 1998 werd hem ontslag verleend wegens het bereiken van de 70-jarige leeftijd.

## Onderscheidingen
Snijders ontving een eredoctoraat van de Rijksuniversiteit Leiden. In 1976 werd hij benoemd tot ridder in de Orde van de Nederlandse Leeuw. Bij de invoering van het Nieuw Burgerlijk Wetboek in 1992 werd hij benoemd tot grootofficier in de Orde van Oranje-Nassau.
- International Standard Name Identifier: 0000 0000 3546 3663
- Library of Congress Control Number: n96020479
- Nederlandse Thesaurus van Auteursnamen: 068600852
- Parlement.com: virt9l9184wf
- Virtual International Authority File: 31256946
- WorldCat: E39PBJvhpTWCJWg3PPhJMHH9jC